# Русь изначальная (фильм)
«Русь изначальная» — полнометражный двухсерийный широкоформатный приключенческий художественный фильм режиссёра Геннадия Васильева, снятый в 1985 году. Поставлен по мотивам романа советского писателя Валентина Иванова «Русь изначальная».
В основе сюжета фильма — жизнь россичей VI века и их борьба с хазарами и Византией.

## Общая характеристика
В произведении действует вымышленное славянское племя, которое называет себя «россичи», так как живёт «вблизи реки Рось». Славянское племя с таким названием не упоминается ни в одном историческом источнике и было вымышлено автором, поскольку «Русь изначальная» написана в 1950-е годы с позиций антинорманизма, который являлся частью государственной идеологии того времени, и выдержана в духе «борьбы с космополитизмом».
Произведение связано с популярным в среде русских националистов, включая славянское неоязычество, хазарским мифом, в котором хазары отождествляются с евреями, проводится идея об извечной конфронтации славян и «хазар» и многовековом «хазарском иге» над Русью. Также «Русь изначальная» имеет ярко выраженные антихристианские мотивы.

## История создания
Попытки перенести произведения Иванова на экран предпринимались ещё в 1950-е годы. Георгий Тушкан в обзоре возможностей приключенческого и фантастического жанра в кино называл Иванова (вместе с Виктором Сапариным, Георгием Брянцевым и другими) потенциальным сценаристом научно-фантастического кино. В архиве писателя сохранилась апрельская переписка 1958 года со сценаристом студии «Узбекфильм», который попытался написать сценарий по мотивам романа «Возвращение Ибадуллы»; с ним был даже заключён официальный договор. Однако продолжения этот проект так и не получил. В переписке с читателями 1960-х годов часто поднималась тема экранизации «Руси изначальной» и «Руси Великой». Иванов был пессимистичен. В послании от 25 мая 1962 года он заявил, что невозможно сыскать «столь безумного режиссёра или директора студии, которые взялись бы за древнеисторический сюжет», но при этом отметил, что сам бы первым возразил, если бы по мотивам его серьёзного произведения был бы «сооружён этакий коммерческий фильм». Голливудские дорогие постановки он обозначал термином «псевдо». Лишь в конце жизни писателя, в 1973 году, Роман Давыдов привлёк Иванова как сценариста для создания мультипликационного рисованного фильма «Детство Ратибора». Фильм воспевал героизм древних россичей, в полном согласии с оригиналом, и был вписан в достаточно широкий контекст. В период с 1965 по 1986 год кинематографисты СССР создали десять анимационных фильмов, представлявших сконструированное славное прошлое Древней Руси и условно-славянского мира. Фильм «Русь изначальная» был поставлен в 1985 году и предназначался прежде всего для молодых зрителей.
Фильм снимался в Выборге и Крыму.

## Сюжет
532 год. В столице Византии Константинополе происходит народное восстание «Ника» против императора Юстиниана. Толпа недовольных освобождает нескольких приговорённых к публичной казни, в числе которых оказывается вольнодумец и философ манихей Малх. После подавления восстания Малха отправляют рабом на галеры, где его замечает и освобождает коварный интриган пресвитер Деметрий. За эту услугу он заставляет Малха помогать ему в миссионерской деятельности в землях россичей. Малх дезертирует и присоединяется к россичам, найдя их простые обычаи мудрыми и справедливыми.
558 год. Раздробленные племена язычников-«россичей» становятся объектом интриг Византийской империи, натравливающей на них трёх хазарских ханов. В жестокой войне россичам удаётся отразить нашествие кочевников, но после этого их вождь Всеслав становится жертвой византийского посла, коварно отравившего его во время переговоров. По совету Малха новый вождь антов Ратибор собирает войско и берёт штурмом пограничную византийскую крепость Топер — ворота империи, после чего Византия заключает с ним мир.

## В ролях
- Людмила Чурсина — Анея
- Борис Невзоров — Всеслав
- Иннокентий Смоктуновский — император Юстиниан I
- Маргарита Терехова — императрица Феодора
- Елена Кондулайнен — Млава
- Арнис Лицитис — Малх
- Игорь Дмитриев — Трибониан
- Владимир Талашко — Деметрий
- Анвар Кенджаев — Хан Суника Эрмия
- Владимир Антоник — Ратибор
- Виктор Гоголев — Велимудр
- Дмитрий Орловский — Беляй
- Михаил Кокшенов — Колот
- Капитолина Ильенко — Арсинья
- Андрей Зайков — Малуша
- Алла Плоткина — хазаринка
- Владимир Епископосян — Хан Эган Саол
- Мухтарбек Кантемиров — Хан Шмуэл Зарол
- Евгений Стеблов — Ипатий
- Григорий Лямпе — Иоанн
- Юрий Катин-Ярцев — Прокопий Кесарийский
- Элгуджа Бурдули — Велизарий
- Василий Куприянов — Голуб
- Михаил Светин — Репартий
- Александр Яковлев — комес базилевса
- Георгий Юматов — ромей, приговорённый к смерти за неуплату податей
- Виталий Яковлев — Дубок-Росич
- Евгений Герчаков — придворный Юстиниана
- Евгений Марков — придворный Юстиниана
- Бегалин Нартай — эпизод
- Владимир Уан-Зо-Ли — эпизод
- Валерий Долженков — эпизод

## Оценки
По словам Э. М. Лындиной, создатель фильма Геннадий Васильев в первую очередь стремился вернуть зрителям историческую память, помочь «постигнуть непреходящую связь поколений». Объёмную рецензию на фильм представил сценарист и кинокритик Леонид Нехорошев. Свою статью он начинал с риторического вопроса: «Можно ли создать фильм о далёком прошлом, о котором ничего или почти ничего не известно?» По мнению Нехорошева, сама по себе скудость исторических данных не может явиться препятствием к созданию произведения, отмеченного подлинным историзмом, примером чего является «Александр Невский» Сергея Эйзенштейна. Литературный текст Иванова при этом не мог служить руководством режиссёру, поскольку роман «Русь изначальная» в тех частях, которые касаются Руси, основан всецело на фантазиях писателя, больше половины книги посвящено Византии и византийцам, и эти главы намного более ярки и убедительны, несмотря на авторскую установку противопоставить чистоту и благородство славян козням обитателей Второго Рима.
Нехорошев утверждал, что первоначальный вариант сценария «Руси изначальной» был слаб и хаотичен, а заявленная тема объединения славянских племён вообще не была выражена сколько-нибудь заметным образом. В окончательном варианте, по которому был снят фильм, внесённые правки не привели к достижению качественно иного драматургического уровня. «Пороки драматургической основы приобрели в картине прямо-таки наглядный характер». Первая серия включала затянутую экспозицию к «византийской» линии, а во второй серии много места занимали сражения с хазарами, собственно, сцен с россичами оказалось очень мало. Событийный ряд зачастую представлен без правдоподобной мотивировки, и зритель, не читавший романа, даже не поймёт, о ком, собственно, идёт речь. Критик писал, что и оператор, и художник-постановщик не озаботились минимальной достоверностью происходящего на экране. Актёрская игра также названа «аттракционом»: даже Иннокентий Смоктуновский «отчаянно комикует, преувеличенно испуганно вращает глазами. Где уж тут говорить о реальном историческом образе императора Юстиниана». «Дефицит душевных движений авторов возмещается эрзацем эмоций», выраженных в многочисленных сценах насилия и казней, поставленных подробно и детализированно.
Впоследствии мнения критиков изменились. Вдова писателя — В. Путилина — оценивала фильм как «сохранивший дух романа». Политолог Г. Ю. Филимонов, рассуждая о стратегии духовно-нравственного воспитания в России XXI века, приводил примеры фильма Геннадия Васильева и мультфильма «Детство Ратибора» как «едва ли ни единственного заслуживающего внимания отечественного художественного фильма, непредвзято повествующего о быте древних славян дохристианской Руси». Роман и фильм были подвергнуты критике В. А. Шнирельманом и обозначены как антихристианские по духу. Кроме того, впервые на широком экране были показаны славяне-язычники с их ритуалами, стилистика которых была живо подхвачена в неоязыческих кругах. По мнению А. А. Бескова, Шнирельман, скорее всего, использовал статью Ю. Вишневской в парижском эмигрантском журнале «Синтаксис» и вряд ли лично смотрел фильм. Режиссёр Геннадий Васильев к 1980-м годам создал фильмы «Финист — ясный сокол» и «Василий Буслаев», ставил перед собой задачу «открытия истоков» у молодёжи, и антихристианские мотивы в фильме, по мнению Бескова, совершенно не очевидны. М. Н. Лукашев одобрительно отозвался о достоверности демонстрации борьбы VI века в романе и фильме, с её запретом на подножки и удушение.
Профессиональный российский боксёр Александр Поветкин, позиционирующий себя как язычник, начал интересоваться этой темой с просмотра мультфильма «Детство Ратибора» (созданного по мотивам книги «Русь изначальная»), после чего посмотрел советский фильм «Русь изначальная», также оказавший на него влияние.